# Cohors I Delmatarum (Britannia)

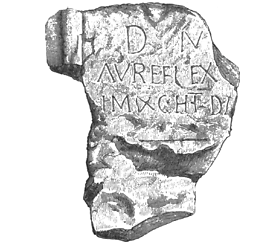
Das Grabsteinfragment des Aurelius

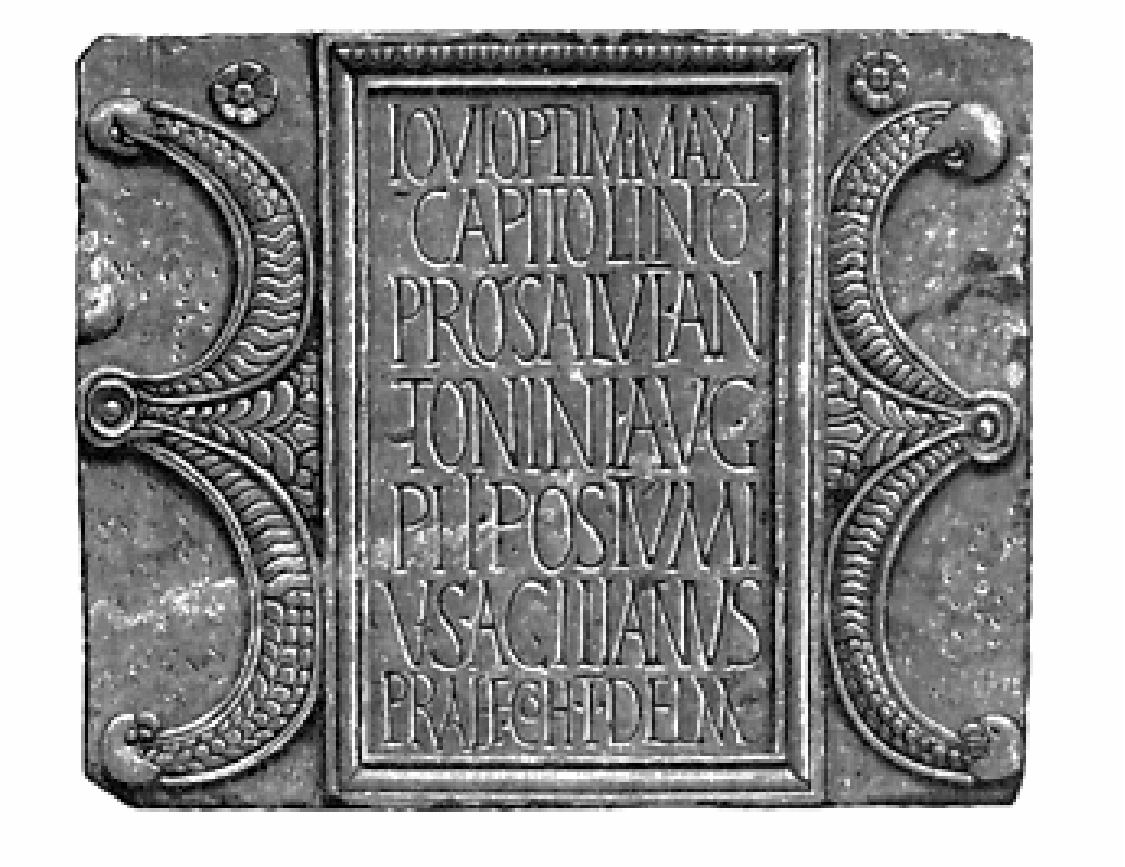
Die Weihinschrift des Paulus Postumius Acilianus

Die Cohors I Delmatarum (bzw. Dalmatarum) (deutsch 1. Kohorte der Delmater) war eine römische Auxiliareinheit. Sie ist durch Militärdiplome und Inschriften belegt.

## Namensbestandteile
- Cohors: Die Kohorte war eine Infanterieeinheit der Auxiliartruppen in der römischen Armee.

- I: Die römische Zahl steht für die Ordnungszahl die erste (lateinisch prima). Daher wird der Name dieser Militäreinheit als Cohors prima .. ausgesprochen.

- Delmatarum bzw. Dalmatarum: der Delmater bzw. Dalmater. Die Soldaten der Kohorte wurden bei Aufstellung der Einheit aus dem illyrischen Stamm der Delmater auf dem Gebiet der römischen Provinz Dalmatia rekrutiert. Sowohl in den Inschriften als auch in den Militärdiplomen finden sich beide Namensvarianten.

Da es keine Hinweise auf die Namenszusätze milliaria (1000 Mann) und equitata (teilberitten) gibt, ist davon auszugehen, dass es sich um eine Cohors quingenaria peditata, eine reine Infanterie-Kohorte, handelt. Die Sollstärke der Einheit lag bei 480 Mann, bestehend aus 6 Centurien mit jeweils 80 Mann.

## Geschichte
Die Kohorte war in der Provinz Britannia stationiert. Sie ist auf Militärdiplomen für die Jahre 122 bis 158 n. Chr. aufgeführt.
Der erste Nachweis der Einheit in Britannia beruht auf einem Diplom, das auf 122 datiert ist. In dem Diplom wird die Kohorte als Teil der Truppen (siehe Römische Streitkräfte in Britannia) aufgeführt, die in der Provinz stationiert waren. Weitere Diplome, die auf 124 bis 158 datiert sind, belegen die Einheit in derselben Provinz.

## Standorte
Standorte der Kohorte in Britannien waren möglicherweise:
| - Alauna (Maryport): mehrere Inschriften wurden hier gefunden. - Bremenium (High Rochester): eine Inschrift wurde hier gefunden. | - Cilurnum (Chesters): eine Inschrift wurde hier gefunden. |

## Angehörige der Kohorte
Folgende Angehörige der Kohorte sind bekannt.

### Kommandeure
| - []nius Iuvenalis (CIL 10, 5382) - Aulus Fabius Proculus, ein Präfekt - Lucius Caecilius Vegetus, ein Präfekt - Lucius Domitius Rogatus, ein Präfekt | - M(arcus) Nasellius Sabinus, ein Präfekt (CIL 9, 1618) - Paulus Postumius Acilianus, ein Präfekt - Tiberius Claudius Valerius |

### Sonstige
- Aureli(us) Ex[]im(us),[A 2] ein Centurio (RIB 1289)